# Rolf Granow
Rolf Granow (* 6. Januar 1953 in Gütersloh) war Professor an der Fachhochschule Lübeck (seit 2018: Technische Hochschule Lübeck) im Fachbereich Maschinenbau und Wirtschaft. Er hat Maschinenbau studiert und war langjähriger Beauftragter für Online-Learning der Fachhochschule Lübeck sowie wissenschaftlichen Direktor des Instituts für Lerndienstleistungen.

Rolf Granow

## Leben
Nach einem Studium an der Universität Hannover promovierte er 1983 über die Planung flexibel automatisierter Fertigungsanlagen und war anschließend als Geschäftsführer im Vertrieb von Informationssystemen für die Produktion tätig. 1994 wurde er zum Professor für Management und Organisation im Fachbereich Maschinenbau an der Fachhochschule Lübeck berufen. 1998 übernahm er die Projektleitung des Bundesleitprojekts Virtuelle Fachhochschule, bei dem die Fachhochschule Lübeck die Federführung innehatte. 2002 initiierte er den Hochschulverbund „Baltic Sea Virtual Campus“. Ab 2001 leitete er den E-Learning-Bereich der Fachhochschule Lübeck, der Online-Studiengänge und -module konzipierte und umsetzte, nationale und internationale Drittmittelprojekte durchführte und das Projekt „Virtuelle Fachhochschule“ realisierte. Granow galt als „Vater der Online-Lehre an der TH Lübeck“.
Granow war Mitglied der von 2014 bis 2016 bestehenden Themengruppe „Internationalisierung & Marketingstrategien“ beim 2014 vom Centrum für Hochschulentwicklung, Hochschulrektorenkonferenz und Stifterverband initiierten Hochschulforum Digitalisierung.
Granow trat 2018 in den Ruhestand; am 14. Juni 2018 wurde er zum Ehrenbürger der Technischen Hochschule Lübeck ernannt.
Granow war von 2003 bis 2018 auch Geschäftsführer der oncampus GmbH, einer Ausgründung der Fachhochschule Lübeck, die E-Learning-Services für den Hochschulverbund Virtuelle Fachhochschule erbringt sowie auf dem Markt für wissenschaftliche Online-Weiterbildung aktiv ist.

## Publikationen (Auswahl)
- Online Studieren im Hochschulverbund Virtuelle Fachhochschule, LIMPACT Leitprojekte Informationen Compact, Heft 5 (Hrsg. Bundesinstitut für Berufsbildung), 2002, Bonn
- Strategic E-learning-implementation at Lübeck University of Applied Sciences: Experiences and Roadmap, Proceedings Online Educa, 2006, Berlin